# Cryptophialus variabilis
Cryptophialus variabilis is een rankpootkreeftensoort uit de familie van de Cryptophialidae. De wetenschappelijke naam van de soort is voor het eerst geldig gepubliceerd in 1961 door Stubbings.